# Länsväg 238
De Zweedse weg 238 (Zweeds: Länsväg 238) is een provinciale weg in de provincie Värmlands län in Zweden en is circa 17 kilometer lang. De weg verbindt Arvika sneller met Sunne.

## Plaats langs de weg
- Västra Ämtervik

## Knooppunten
- Riksväg 61 (begin)
- E45 bij Västra Ämtervik (einde)